# Capital Hotel
Le Capital Hotel est un hôtel américain situé à Little Rock, en Arkansas. Ouvert en 1873, il est inscrit au Registre national des lieux historiques depuis le 30 juillet 1974 et est membre des Historic Hotels of America depuis 2009.